# Адам Бєлян
А́дам Є́жи Бє́лян (пол. Adam Jerzy Bielan, нар. 12 вересня 1974, Ґданськ) — польський політик. Депутат Сейму Республіки Польща III і IV скликань, депутат Європейського парламенту з 2004. Віце-президент Європейського парламенту в 2007—2009 роках. Нагороджений українським орденом «За заслуги» III ступеня (2008).

## Життєпис
Закінчив загальноосвітній ліцей. Вищу освіту здобував у Варшавській школі економіки, але не закінчив її. Під час навчання — голова загальнопольського Незалежного об'єднання студентів (пол. Niezależne Zrzeszenie Studentów). У 1998—2000 — член міжнародної студентської організації «European Democrat Students», 1999 — її віце-президент.
1997 року пройшов до Сейму Республіки Польща за списком найпопулярнішого на той час польського політичного блоку — Виборча акція «Солідарність». 2001 року на виборах до парламенту переміг в окрузі Хшанув, висунутий партією «Право і Справедливість» (ПіС), з 2002 року — член ПіС. Спостерігач у Європарламенті (2003—2004). Обраний до Європейського парламенту влітку 2004 року за списком «Права і справедливісти». Член правої фракції «Союз за Європу націй». Віце-президент Європейського парламенту з 16 січня 2007 до 13 липня 2009.
Улітку 2009 переобраний до Європарламенту за списком «Права і справедливості». Член консервативної фракції «Європейські консерватори та реформісти». У листопаді 2010 року вийшов з партії «Право і справедливість». Безпартійний.
Одружений.